# Білий Леонід Савелійович
Леоні́д Саве́лійович Бі́лий (26 грудня 1940) — народний депутат України 1-го скликання.

## Біографія
Народився 26 грудня 1940 року, в місті Мелітополь, Запорізька область, УРСР в сім'ї робітників, освіта вища, Кримський державний університет.
1960 — матрос рибокомбінату міста Бердянськ.
1960 — служба в Радянській Армії.
1965 — учень токаря заводу ім. 30-ти річчя ВЛКСМ міста Мелітополь.
1966 — рульовий, радист рибокомбінату міста Бердянськ.
1968 — слюсар заводу ім. 30-ти річчя ВЛКСМ міста Мелітополь.
1970 — форматор, бригадир Донецького художньо-виробничого комбінату.
1972 — слюсар заводу червоної цегли міста Мелітополь.
1976 — вихователь СПТУ № 10 міста Мелітополь.
1977 — слюсар заводу «Автокольорлит» м. Мелітополь.
Висунутий кандидатом в народні депутати трудовим колективом заводу ім.30-річчя ВЛКСМ, м. Мелітополь.
18 березня 1990 року обраний народним депутатом України, 2-й тур, 51.12 % голосів, 9 претендентів.
- Запорізька область
- Мелітопольський виборчий округ № 193
- Дата прийняття депутатських повноважень: 15 травня 1990 року.
- Дата припинення депутатських повноважень: 10 травня 1994 року.

Входив до Народної Ради, фракція ПДВУ, «Нова Україна».
Член Комісії ВР України з питань економічної реформи і управління народним господарством, голова Контрольної комісії ВР України з питань приватизації.
Нагороджений медаллю.
Одружений, має двоє дітей.